# Pescara Challenger 1991
Il Pescara Challenger 1991 è stato un torneo di tennis facente parte della categoria ATP Challenger Series nell'ambito dell'ATP Challenger Series 1991. Il torneo si è giocato a Pescara in Italia dal 12 al 18 agosto 1991 su campi in terra rossa.

## Vincitori

### Singolare
Vladimir Gabričidze ha battuto in finale  Martin Střelba con il punteggio di 7–5, 6–4

### Doppio
Josef Čihák /  Tomáš Anzari hanno battuto in finale  Johan Donar /  John Sobel con il punteggio di 6–3, 6–4